# Neurosteroidy
Neurosteroidy, neuroaktywne steroidy – związki o budowie steroidowej, które nie wykazują aktywności hormonalnej, mają jednak zdolność wpływania na pobudliwość neuronów poprzez interakcje z kanałami jonowymi aktywowanymi ligandem. Związki te są prawdopodobnie produktami metabolizmu hormonów nadnerczowych. Najlepiej poznanymi neurosteroidami są pregnenolon i allopregnanolon, które nasilają działanie receptora GABA. Pochodne siarczanowe tych związków mają działanie antagonistyczne do receptora GABA.

## Biosynteza
Neurosteroidy są syntetyzowane w ośrodkowym i obwodowym układzie nerwowym, prawdopodobnie w osłonkach mielinowych z cholesterolu lub innych związków steroidowych. Główne neurosteroidy to pregnenolon (PREG) dehydroepiandrosteron (DHEA), ich pochodne siarczanowe, produkty redukcji jak pregnanolon.

## Mechanizm działania
Związki te działają jako allosteryczne modulatory receptorów takich jak receptor GABA, receptor NMDA, receptor sigma i in. Z niedoborem neurosteroidów wiążą się takie zaburzenia jak depresja poporodowa oraz wahania nastroju u osób w okresie dojrzewania.

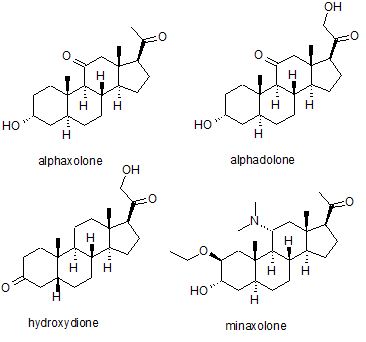
Przykłady neurosteroidów